# Borów (Kraśnik)
Pour les articles homonymes, voir Borów.
Borów (prononciation : [ˈbɔruf]) est un village polonais de la gmina de Annopol dans le powiat de Kraśnik de la voïvodie de Lublin dans l'est de la Pologne.
Il se situe à environ 10 kilomètres au sud d'Annopol (siège de la gmina), 25 kilomètres au sud-ouest de Kraśnik (siège du powiat) et 68 kilomètres au sud-ouest de Lublin (capitale de la voïvodie).
Le village comptait approximativement une population de 500 habitants en 2006.

## Histoire
De 1975 à 1998, le village est attaché administrativement à la voïvodie de Tarnobrzeg.

Depuis 1999, il fait partie de la voïvodie de Lublin.